# Lumber Bridge (Karolina Północna)
Lumber Bridge – miasto w Stanach Zjednoczonych, w stanie Karolina Północna, w hrabstwie Robeson.